# 1671
1671 (MDCLXXI) fue un año común comenzado en jueves, según el calendario gregoriano.

## Acontecimientos
- El pirata inglés Henry Morgan captura la Ciudad de Panamá (hoy ruinas de Panamá Viejo) el 28 de enero.[1]
- Incendio en el Monasterio de El Escorial.
- Inicio de los enfrentamientos entre aborígenes y españoles en Nuevo México
- Canonización de Fernando III el Santo, rey de Castilla y León, por el papa Clemente X.
- Vatel, Francia
- Giovanni Cassini descubre Jápeto, satélite de Saturno.
- Comenzó la construcción  de la  Basílica Colegiata de Nuestra Señora de Guanajuato en la Ciudad de Guanajuato.

## Nacimientos
- 7 de marzo: Robert Roy MacGregor, héroe legendario escocés (f. 1734)
- 14 de junio: Tomaso Albinoni compositor italiano (f. 1751)
- 6 de noviembre: Colley Cibber, actor poeta y dramaturgo inglés (f. 1757)
- 8 de diciembre: Johann Christoph Bach, organista y compositor alemán.